# Marcos Zucker
Marcos Zucker ( Buenos Aires, 1921 ― idem, 2003) était un acteur et humoriste argentin. Il s’illustra aussi bien au théâtre qu’au cinéma (où il apparut dans 66 films) et à la télévision. Son genre de prédilection était la comédie.

## Biographie
Fils d’immigrants polonais juifs venus en Argentine au début du XXe siècle, lors de la grande vague d’immigration européenne, Marcos Zucker vint au monde et grandit dans le quartier de l’Abasto à Buenos Aires.
Il débuta dans la comédie alors qu’il avait à peine 6 ans, dans la troupe théâtrale pour enfants d’Angelina Pagano, où il resta jusqu’à son adolescence. Il se dirigea ensuite vers le théâtre, d’abord comme comédien dramatique, puis progressivement comme acteur de théâtre de revue, et ce ne sera qu’à partir de la décennie 1950 qu’il alternera le théâtre avec le cinéma et la télévision. Des années 1960 aux années 1990, il joua avec succès dans plusieurs comédies télévisuelles ; sur les 76 ans que dura sa carrière, sa meilleure période professionnelle se situe, selon ses propres dires, dans la décennie 1960, quand il appartenait simultanément à différentes troupes ou équipes d’acteurs tant au théâtre qu’au cinéma et à la télévision. Son plus grand succès cependant lui viendra de son passage dans La tuerca, comédie télévisuelle dans laquelle il joua toute une galerie de personnages et où il s’enhardit même à quelque improvisation devant la caméra, audace peu habituelle à cette époque. Il fut un grand admirateur de Carlos Gardel.
Sous la dictature militaire dite Processus de réorganisation nationale (1976-1983), l’un de ses fils, Ricardo Marcos, surnommé el Pato (le Canard), qui participa à la contre-offensive des Montoneros, fut détenu et disparut sans laisser de traces. 
De toutes les récompenses dont il fut le récipiendaire, celle qui lui tenait le plus à cœur était le prix Trinidad Guevara qui lui fut décerné en 1998 et qui lui valut (outre une pension viagère) una ovation de la part de ses collègues pendant plus de quatre minutes. 
Après l’année 2000, il n’eut plus d’engagements au cinéma et on le vit plus guère sur le petit écran que comme invité des magazines du soir, où on le présentait comme « une gloire de la télévision ».
Il fut inhumé dans le Panthéon des acteurs du cimetière de la Chacarita à Buenos Aires.

## Interprétations
Au théâtre, il travailla pendant de longues années aux côtés de l’actrice Luisa Vehil, avec qui il interpréta notamment l’Alouette (titre espagnol La alondra) de Jean Anouilh, dans une mise en scène de Jean-Louis Barrault. Il apparut dans des œuvres du théâtre de revue, sur la scène de salles de spectacle sises calle Corrientes à Buenos Aires et à Mar del Plata. Il s’en alla aussi travailler au Chili voisin, où il interpréta sept saisons durant Un violon sur le toit.
À la télévision, il fit ses débuts dans des rôles de jeune premier, mais devait ensuite peu à peu s’illustrer dans la comédie. Dans les années 1960, il fut l’un des principaux acteurs de la célèbre émission télévisée comique La tuerca (litt. l’Écrou), puis, dans les années 1990, fit partie de la distribution de Cebollitas (litt. les Petits Oignons), série pour enfants de la télévision argentine, et participa à Alta Comedia, série d’adaptations d’œuvres théâtrales classiques et modernes (Molière, Pirandello, Dragún etc.), où il tint un rôle dans la livraison consacrée à La hija del relojero de Jorge Luis Suárez, dans la décennie 1970.
Au cinéma, il joua quelques rôles mémorables, notamment dans les films Juvenilia, El crack (1960), La cigarra no es un bicho, Mi novia él..., Gallito ciego etc. Dans le genre de la comédie, il lui fut donné de jouer aux côtés de comiques tels que Alberto Olmedo, Jorge Porcel ou Tato Bores, interprétant des figures d’entrepreneurs ou d’usuriers dans les comédies Los caballeros de la cama redonda, Así no hay cama que aguante ou Departamento compartido.

## Filmographie
- India Pravile (2003), l’ami au bistrot
- Trapo viejo (inédit, 2003)
- No sabe, no contesta (2002), rôle du grand-père
- Gallito ciego (2000), rôle du pensionné
- Ángel, la diva y yo (1999), Pereyra
- El mar de Lucas (1999), rôle de l’homme des Glycines
- Vendado y frío (n’eut aucune sortie commerciale, 1999), Matías
- El verso (1995), Rumano
- Delito de corrupción (1991), rôle de l’homme qui découvre le cadavre
- Los insomnes (1984)
- Un loco en acción (1983), le chef
- Diablito de barrio (1983)
- Más allá de la aventura (1980)
- Gran valor (1980), Rusestein
- Tiro al aire (1980)
- Departamento compartido (1980)
- Así no hay cama que aguante (1980)
- Hotel de señoritas (1979)
- El divorcio está de moda (de común acuerdo) (1978), Caetano
- Don Carmelo, Il Capo (1976), homme ivre dans le bar
- La isla de los dibujos (inédit, 1976)
- Mi novia el... (1975)
- Seguro de castidad (1974)
- Los caballeros de la cama redonda (1973)
- Vení conmigo (1972)
- Todos los pecados del mundo (1972)
- Siempre te amaré (1971)
- Turismo de carretera (1968)
- Crimen sin olvido (inédit, 1968)
- Flor de piolas (1967)
- Hotel alojamiento (1966)
- La gran felicidad (sans sortie commerciale, 1966)
- Convención de vagabundos (1965)
- Viaje de una noche de verano (1965)
- La cigarra no es un bicho (1963)
- El rufián (1961), rôle du jeune marié
- La maestra enamorada (1961)
- Vacaciones en la Argentina (1960)
- El crack (1960)
- Violencia en la ciudad (inédit, 1957)
- El sonámbulo que quería dormir (1956)
- Amor a primera vista (1956)
- Canario rojo (1955)
- Su seguro servidor (1954)
- Soy del tiempo de Gardel (inédit, 1954)
- ¡Qué noche de casamiento! (1953)
- Las tres claves (1953), Félix
- El mucamo de la niña (1951)
- La pícara cenicienta (1951)
- ¡Qué hermanita! (1951)
- Ritmo, sal y pimienta (1951)
- Escuela de campeones (1950)
- Mary tuvo la culpa (1950)
- Otra cosa es con guitarra (1949)
- Yo no elegí mi vida (1949), rôle du resquilleur dans le train
- La otra y yo (1949)
- El barco sale a las diez (1948)
- Estrellita (1947)
- Lucrecia Borgia (1947)
- Corazón (1947)
- Se rematan ilusiones (1944)
- Los hijos artificiales (1943)
- Juvenilia (1943)
- Nosotros…los muchachos (1940)
- Héroes sin fama (1940)
- El casamiento de Chichilo (1938)

## Récompenses
Parmi les prix et récompenses qu’il reçut se détache en particulier :
- le prix Trinidad Guevara de l’Association argentine des acteurs (1998), décerné au milieu d’une longue ovation.